# Kašparovský rybník (Rožmitál pod Třemšínem)
Kašparovský rybník o rozloze 0,76 ha se nachází v Rožmitále pod Třemšínem v okrese Příbram.

## Popis
Rybník se nachází na jihozápadním konci Rožmitálu pod Třemšínem v areálu bývalých kasáren VÚ 7505. V těsné blízkosti pod hrází stával bývalý Penzion Třemšín, který byl srovnán se zemí v roce 2024. 

## Historie

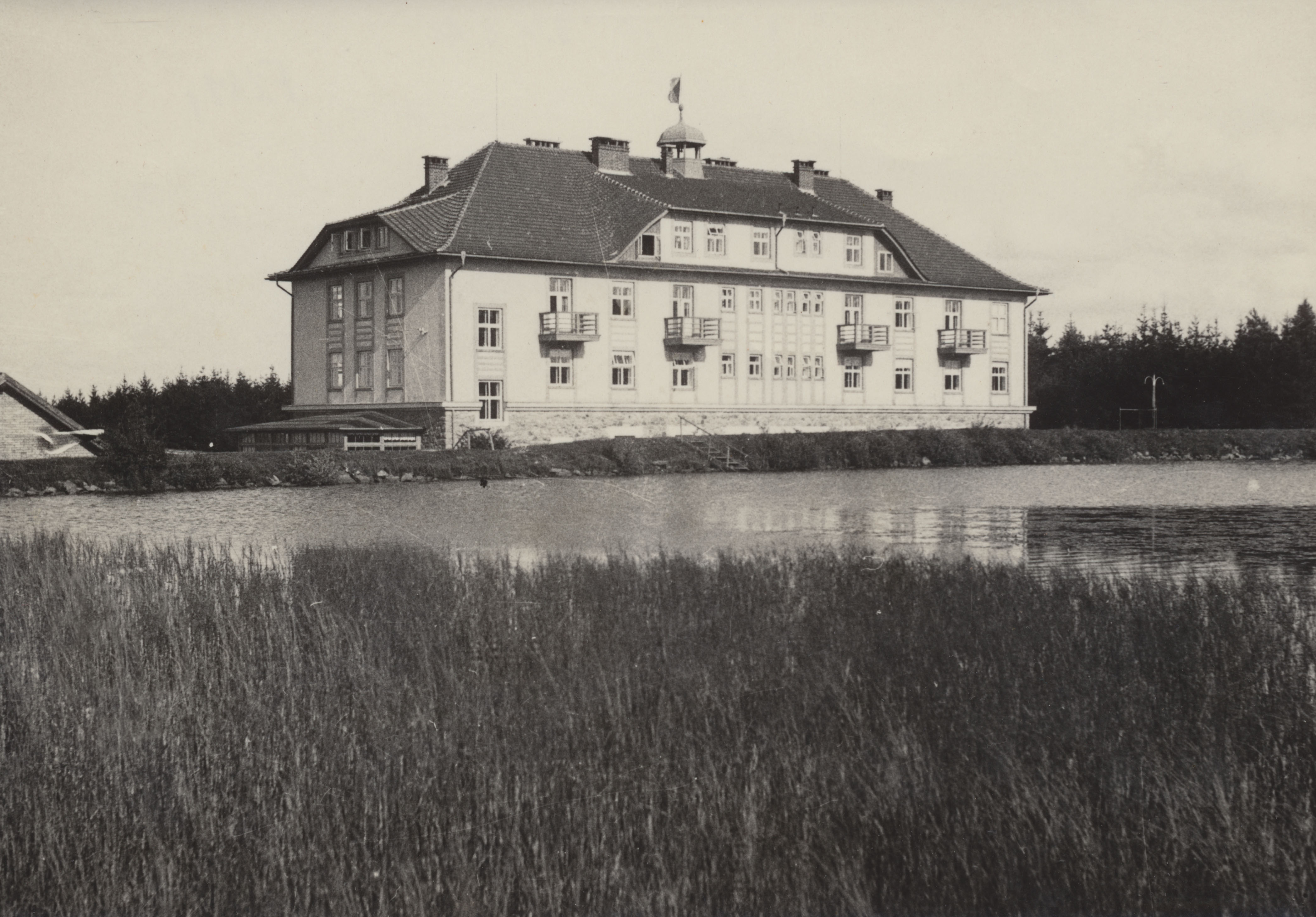
Pohled na Penzion Třemšín od Kašparovského rybníka

Na začátku 20. století byl oblíbeným místem ke koupání známým pro svou velmi čistou vodu. K rybníku také vedla oblíbená vycházková trasa. V roce 1929 byl pod jeho hrází vystavěn Penzion Třemšín jehož majitel Jan Antonín Muchka si rybník pronajal od Arcibiskupství pražského pro své hosty. Své jméno získal po arcibiskupu Kašparovi, po jeho návštěvě penzionu.
V 50. letech  se rybník po znárodnění majetku arcibiskupství i Penzionu Třemšín, stal součástí vojenského prostoru kasáren VÚ 7505. Do roku 2022 byl rybník ve vlastnictví Úřadu pro zastupování státu ve věcech majetkových, který jej prodal v elektronické aukci firmě GINDELY TRADE, a.s., která je i vlastníkem okolních pozemků kasáren.